# Денежниково (Луганская область)
Денежниково (укр. Денежникове) — село, относится к Новоайдарскому району Луганской области Украины.
Население по переписи 2001 года составляло 968 человек. Почтовый индекс — 93511. Телефонный код — 6445. Занимает площадь 1,6 км². Код КОАТУУ — 4423181601.

## Местный совет
93511, Луганська обл., Новоайдарський р-н, с. Денежникове, вул. Центральна, 28б  (укр.)